# Carl Philipp Fohr
Carl Philipp Fohr (Heidelberg, 26 novembre 1795 – Roma, 29 giugno 1818) è stato un pittore tedesco.

## Biografia

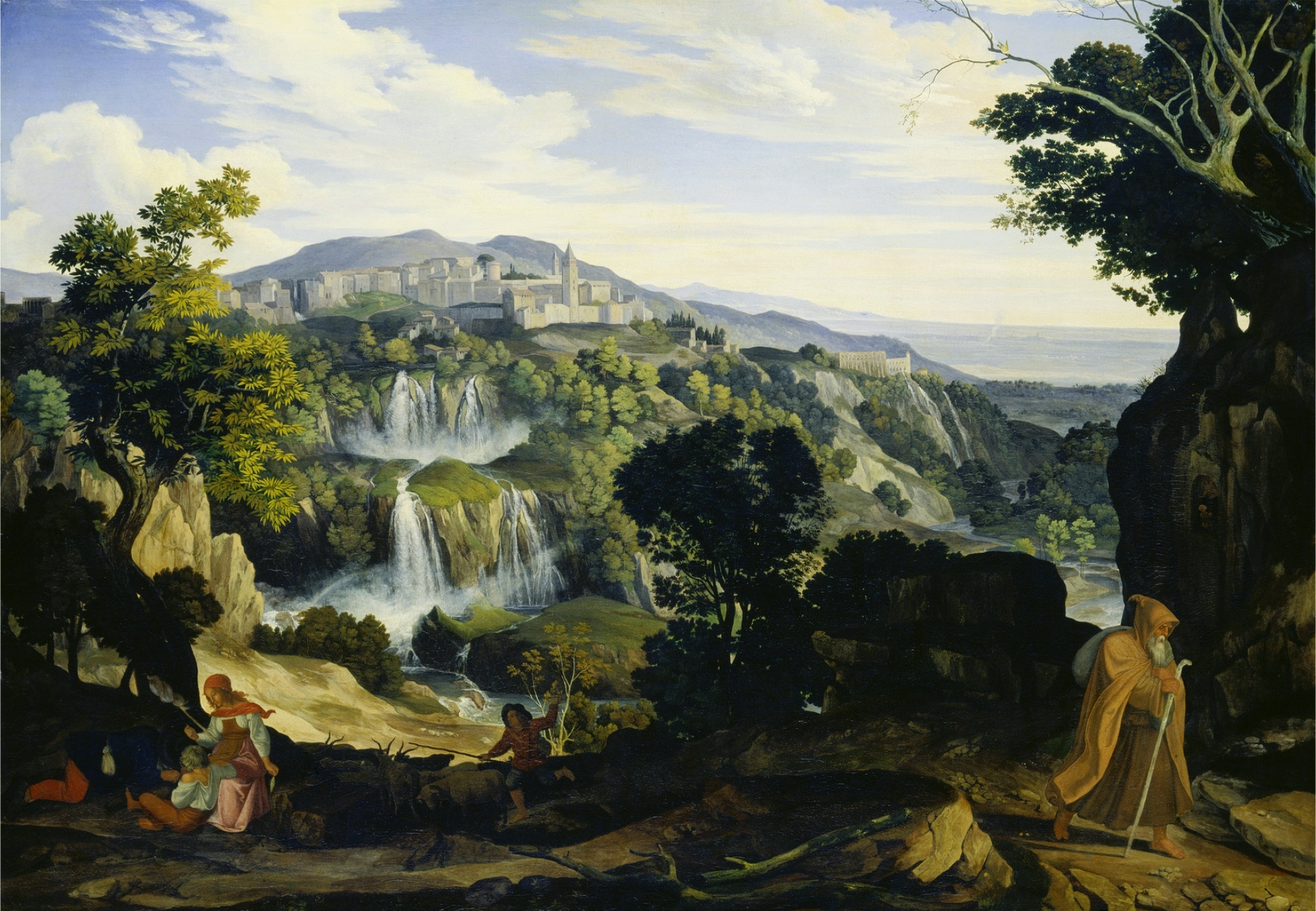
Cascatelle di Tivoli, olio su tela

Dopo una prima formazione artistica (incominciò a prendere lezioni di disegno già a 13 anni) presso il pittore, incisore ed acquarellista Friedrich Rottmann (1768-1816), come lui di Heidelberg ed essenzialmente autodidatta, pur con un breve soggiorno di studio a Monaco, Fohr si trasferì nel 1811 a Darmstadt, per proseguire gli studi sotto la guida di Georg Wilhelm Issel (1785-1870), il quale, dopo aver soggiornato a Parigi nel 1813 e nel 1814-15, era divenuto pittore di corte. A corte venne notato dalla principessa Wilhelmine Louise von Baden (1788-1836), che gli fece ottenere una borsa di studio di 5000 fiorini annui con la quale proseguì la propria formazione a Monaco ed in Italia. Fohr, per ringraziamento, fece omaggio alla principessa di due album di disegni acquerellati con siti e personaggi, anche leggendari e mitologici della valle del fiume Neckar (30 acquarelli: 1813-1814) e della Regione del Baden (30 acquarelli: 1814-1815), opere di gran lunga eminenti per la nitidezza dei dettagli, la delicatezza del colore e l'inventiva pittorica. A Monaco fu studente di pittura di paesaggio alla Kunstakademie, studio che contribuì all'acquisizione di uno stile ancor più indipendente e geniale. Qui fece amicizia e condivise la stanza con Ludwing Sigismund Ruhl (1794-1887), di cui è universalmente conosciuto il ritratto fatto nel 1815 ad Arthur Schopenhauer. Pianificarono insieme un viaggio a Roma nella primavera del 1816, che Fohr non poté effettuare a causa di una malattia, ma poi si ritrovarono a Roma, anzi il 24 marzo 1817 si sfidarono a duello con la pistola: entrambi sbagliarono il colpo e pur se continuarono a bere insieme, ormai l'amicizia era rotta. Molto vantaggioso era stato per la sua ispirazione il viaggio nell'Italia settentrionale in compagnia del suo cane Grimsel, mentre a Roma lo troviamo appunto nell'autunno del 1816 dove si avvicinò al gruppo dei Nazareni, lavorando nello studio del pittore paesaggista Joseph Anton Koch (1768-1839), dalla cui arte era rimasto colpito in una mostra a Monaco ammirando il dipinto “Paesaggio con arcobaleno” (Koch è da ricordare anche per il suo soggiorno ad Olevano Romano). Il nome di Nazareni fu dato al gruppo di pittori romantici tedeschi attivi a Roma all'inizio del 1800, che stimolati dalle teorie artistiche di Wilhelm August von Schlegel e di Wilhelm Heinrich Wackenroder si ribellarono al classicismo accademico, allora così di moda a Roma, aspirando ad un'arte rinnovata su basi religiose e patriottiche che stilisticamente assunse un carattere arcaizzante, dato da un forte accento lineare e dall'uso del colore crudo, steso con pennellate uniformi. Lo stile inoltre si caratterizzò ricomponendo quasi filologicamente lo stile degli artisti quattrocenteschi italiani da Beato Angelico, Filippo Lippi, Luca Signorelli, Perugino e soprattutto il primo Raffaello. Preferendo soggetti biblici, si facevano riconoscere esteriormente per capelli fluenti, mantelli lunghi e facevano riferimento, oltre che al caffè Greco, al convento cinquecentesco di S. Isidoro retto dai francescani irlandesi, situato nella strada che prese appunto, dal 1871, il nome di Via degli Artisti,  non lontano da Via Sistina. Altri artisti del gruppo si rifecero anche a Dürer e all'antica pittura tedesca. Ma se sono notevoli i ritratti a matita dei Nazareni eseguiti da Fohr, egli attraverso l'insegnamento di Koch, fece rapidi progressi nella pittura di paesaggio, seppur sviluppata con una connotazione più romantica. Uno dei suoi lavori più importanti sarebbe stato il gruppo degli artisti riuniti nel caffè Greco, opera che rimase incompiuta a seguito dell'annegamento del pittore nel Tevere presso Ponte Mollo (Ponte Milvio) il 29 giugno 1818.

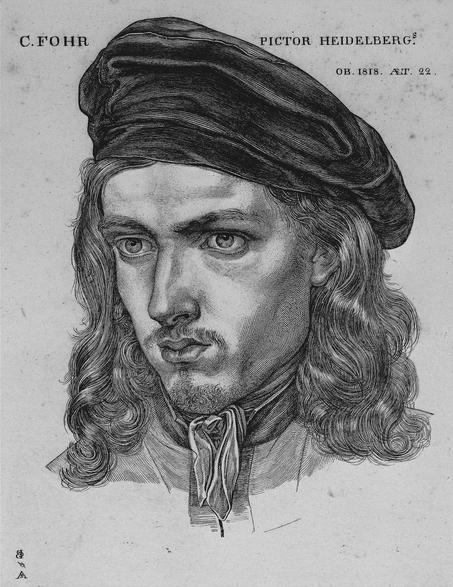
Ritratto di C. P. Fohr, stampa di S. Amsler, da un disegno di C. Barth

## Opere
Fohr solo a Roma incominciò a dedicarsi alla pittura ad olio e si segnala in particolare l'opera “Le cascatelle di Tivoli”, cm 74 x 105, Städel Museum di Francoforte  Archiviato il 2 marzo 2011 in Internet Archive., che gli fu commissionata nel 1817 dal mercante di Francoforte Philipp Passavant, anzi Fohr in una lettera ai suoi genitori dice di aver visitato il sito con il suo committente ed il dipinto fu terminato proprio nel 1818 ed è simile per ambientazione ad una veduta di Tivoli dello stesso Koch realizzata nell'estate del 1818 (quadro distrutto da un incendio nel 1831 e documentato da una seconda versione conservata a Vienna).
Questo paesaggio ormai non esiste più, o almeno non vengono più aperte le cosiddette cascatelle, paesaggio che lasciò ammirato lo stesso Goethe nel suo “Viaggio in Italia”: “Roma 16 giugno 1787. Miei cari, lasciatemi dire due parole. Mi sento molto bene, ritrovo sempre più me stesso ed imparo a distinguere ciò che è adatto a me e ciò che mi è estraneo. Sono diligente, assorbo tutto e mi accresco interiormente. In questi giorni sono stato a Tivoli e lì ho visto uno dei primi giochi della Natura. Con le rovine e con l'intero complesso della vegetazione, le cascate appartengono a quelle cose la cui conoscenza ci arricchisce nel profondo”. La composizione, a prima vista molto semplice, gioca sui piani opposti di lontananza-vicinanza e di drammaticità-serenità. Lo spettacolo delle cascatelle è in lontananza, ma domina la scena, sovrastato dalla città e sulla destra dalle mura e dagli alberi di Villa d'Este () e dal Santuario d'Ercole. In primo piano offrono un quadro di serenità le scene di vita quotidiana, con una famiglia, il dinamismo di un giovane che corre, opposto al passo tranquillo di un pellegrino, che con il suo mantello rossastro spicca sulle rocce e la terra scure, superando un masso roccioso con l'edicola di una Madonna, bozzetti per i quali Fohr era maestro per essersi esercitato a lungo con disegni ed acquarelli. Senza dubbio nella sua interpretazione del paesaggio è di una spanna al di sopra dei suoi contemporanei: vediamo infatti qui riuniti, accanto all'ideale di un paesaggio eroico, un'acutissima osservazione della natura e una fattura di una modernità sorprendente per quei tempi. Altre opere sono dedicate alla zona tiburtina e della valle dell'Aniene: nello stesso museo è presente un disegno a matita e lavis grigio dal titolo “Paesaggio a Subiaco con cascata e monastero di San Benedetto”; c'è il disegno preparatorio del “Paesaggio presso Rocca Canterano”, matita, lavis ed acquarello, con le donne ed i pastori che sono raffigurati nella realtà, mentre l'olio, anche se troppo accademico soprattutto nei personaggi, è conservato negli appartamenti privati di Moritz Prinz von Hessen (il langravio Maurizio d'Assia, figlio di Mafalda di Savoia) nel castello di Eichenzell, non per nulla è un “Paesaggio ideale” (sono solo sette i quadri ad olio del giovane artista).  Notevole il rimpianto per la sua prematura scomparsa a solo ventitré anni e per le possibilità evidenti che aveva ormai raggiunto nell'arte della pittura. Rimangono a ricordarci la sua personalità un autoritratto e il disegno del suo amico Carl Barth (1787-1853) da cui Samuel Amsler (1791-1849) trasse una stampa per procurare fondi per erigere il monumento funebre all'artista. Proprio Barth, che si era tuffato in un punto pericoloso del Tevere, aveva incoraggiato Fohr sa seguirlo, ma, il giovane, pessimo nuotatore, ci rimise la vita, nonostante i tentativi di aiuto dello stesso Barth, di Amsler e di Johann Anton Ramboux. Amsler e Fohr già si erano ritratti vicendevolmente, ma Amsler preferì scegliere un ritratto eseguito da Barth e trarne la stampa, in quanto Barth era troppo sconvolto per fare lui stesso la stampa, che vuol ricordare la tecnica di Durer, un vero eroe per questi artisti romantici; gli stessi monogrammi che fanno da didascalia a Fohr, in antico costume germanico,  sono presi da Durer; anche Goethe ne possedeva un esemplare, che giudicava perfetto nella tecnica, ma pervaso da un manierismo di fondo e da una manipolazione. L'arte dei Nazareni risultava troppo “radicale” per Goethe. Fohr riposa a Roma nel cimitero acattolico di Roma, presso Porta S. Paolo, a lato della Piramide Cestia. Si trova in buona compagnia anche di italiani illustri come Carlo Emilio Gadda ed Antonio Gramsci.